# Metrosideros ochrantha
Metrosideros ochrantha là một loài thực vật thuộc họ Myrtaceae. Đây là loài đặc hữu của Fiji.